# Drakkar Entertainment
Drakkar Entertainment ist ein deutsches Plattenlabel mit dem Schwerpunkt Metal-Bands. Seinen Sitz hat das Unternehmen in Witten. Die CDs der Firma werden von Sony BMG vertrieben.

## Unternehmensgeschichte

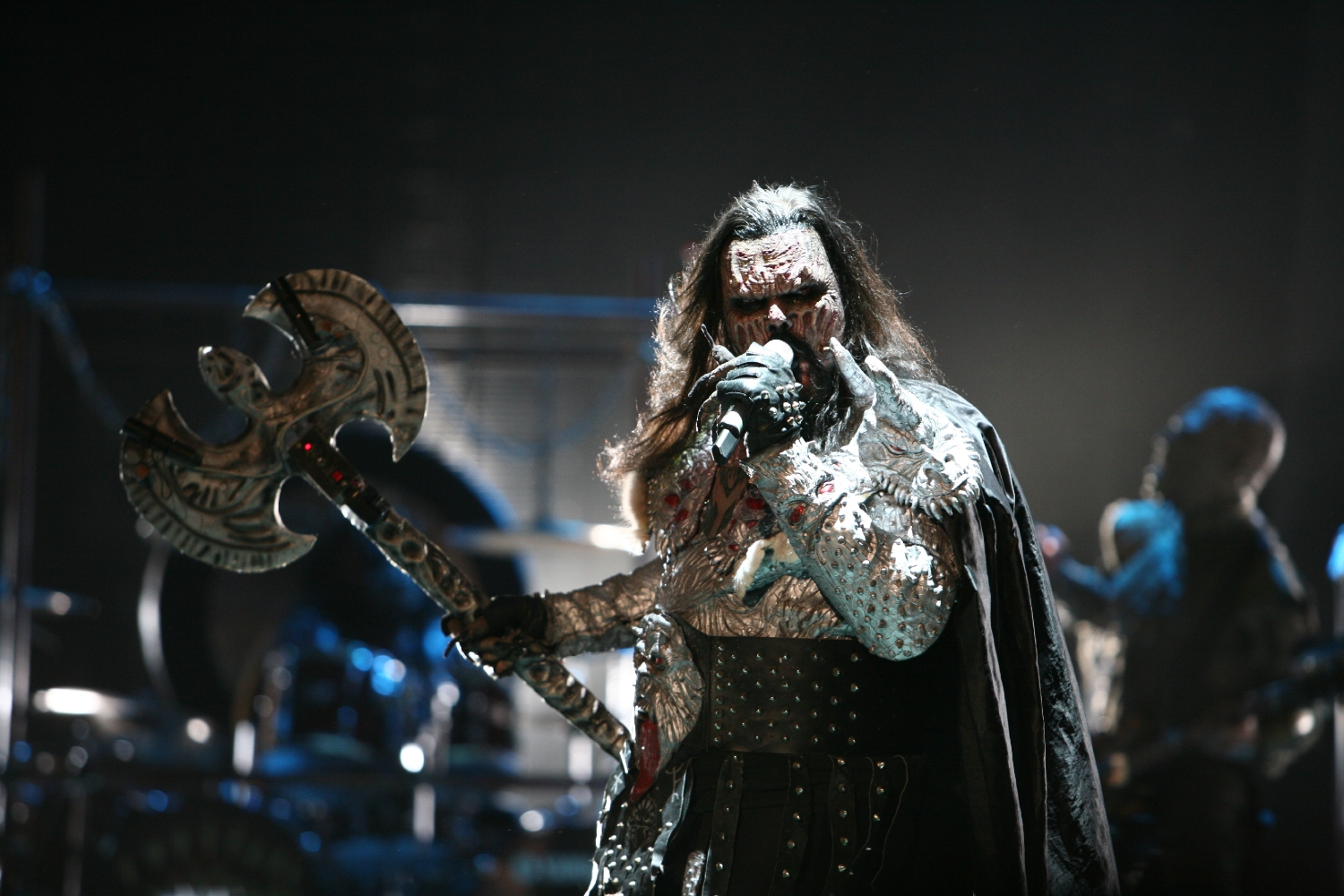
Lordi bei der Eröffnung des Eurovision Song Contest 2007

Bogdan „Boggi“ Kopec begann 1968 als Manager der Band Faithful Breath; mit Metal kam er in Kontakt, als Karl Walterbach von Noise Records ihn einstellte. 1981 gründete er seinen eigenen Musikverlag, den Kopec Musikverlag; dieser änderte seinen Namen 1986 in Drakkar Promotion um und konzentrierte sich ab diesem Zeitpunkt fast ausschließlich auf Vermarktung junger Bands der damals aufkeimenden Metal-Szene. Unter anderem schafften dabei die deutschen Gruppen Kreator, Sodom, Rage und Running Wild den Durchbruch.
Wegen einer Zusammenarbeit mit BMG benannte sich das Label 1992 in Drakkar Promotion Musikverlag GmbH um. Diese Kooperation wurde allerdings 1999 beendet; das Unternehmen besteht seitdem unter dem Namen Drakkar Entertainment GmbH.
Als größter Erfolg des Labels gelten die beiden Goldenen Schallplatten, die die finnische Hard-Rock-Band Lordi nach ihrem Gewinn des Eurovision Song Contest 2006 für die Single Hard Rock Hallelujah und ihr Album The Arockalypse in Deutschland gewinnen konnte. Auch die finnische Band Nightwish, die bis 2004 bei Drakkar unter Vertrag stand, erreichte 2007 nachträglich Gold-Auszeichnungen für ihre bei Drakkar erschienenen Alben Wishmaster und Century Child. Einige Jahre zuvor waren bereits die ebenfalls bei Drakkar erschienenen DVDs From Wishes to Eternity und End of Innocence sowie das Best-of-Album Tales from the Elvenpath mit Gold ausgezeichnet worden.

## Ausrichtung
Die Drakkar Entertainment GmbH teilt sich in zwei unterschiedliche Bereiche auf: Das Label Drakkar Records ist spezialisiert auf Heavy Metal und Rockmusik, während das Sub-Label e-Wave Records Gothic Rock und Dark Wave vermarktet.

## Bands (Auswahl)

### Aktuelle Bands
- 18 Summers
- Akrea
- Alarmbaby
- Alles mit Stil
- BRDigung
- Delta Bats
- The Dogma
- Emil Bulls
- Escape from Wonderland
- ErnstFall
- Gothminister
- Haggard
- Leandra
- Mantikor
- Misery Speaks
- Ochmoneks
- Omega Lithium
- Qntal
- Rauhbein
- Schattenreich
- Secret Discovery
- Silenzer
- Stunde Null
- Thaurorod
- Viva

### Ehemalige Bands
- De/Vision
- Dezperadoz
- Diablo
- Eisheilig (bis 2010)
- Ensiferum
- Grantig
- Jesus on Extasy (bis 2008)
- Karelia
- The Killer Barbies
- Kreator
- Letzte Instanz (2006 bis 2014)
- Lordi
- Nightwish (bis 2004)
- Rebellion
- The Sorrow
- Strip Music
- Twisted Sister
- Xandria (bis 2008)
- Zeraphine (bis 2006)